# Mezoregion Campinas

Mezoregion Campinas

Mezoregion Campinas – mezoregion w brazylijskim stanie São Paulo, skupia 49 gmin zgrupowanych w pięciu mikroregionach. Liczy 14 262,5 km² powierzchni.

## Mikroregiony
- Amparo
- Campinas
- Mogi Mirim
- Pirassununga
- São João da Boa Vista